# Campeonato Mundial de Atletismo Sub-20 de 2022
El XIX Campeonato Mundial de Atletismo Sub-20 se celebró en la ciudad de Cali, Colombia del 1 al 6 de agosto del año 2022 y contó con la participación de 1500 atletas de 175 países. La ciudad que en el año 2015 ya había realizado el Mundial de Atletismo Sub-18 con gran éxito, fue elegida precisamente por la amplia experiencia que tiene en la realización de eventos de talla internacional, como lo han sido los Juegos Panamericanos 1971, el Campeonato Sudamericano de Atletismo 2005, los Campeonatos Centroamericanos y del Caribe de Atletismo, los Juegos Mundiales 2013, el Campeonato Mundial de Ciclismo en Pista de 2014 y los más recientes Juegos Panamericanos Juveniles 2021.

## Escenarios deportivos
La sede principal de las competencias fue el Estadio Olímpico Pascual Guerrero con capacidad para 35 405 espectadores, mientras que el Estadio de Atletismo Pedro Grajales se utilizó para las sesiones de entrenamiento.

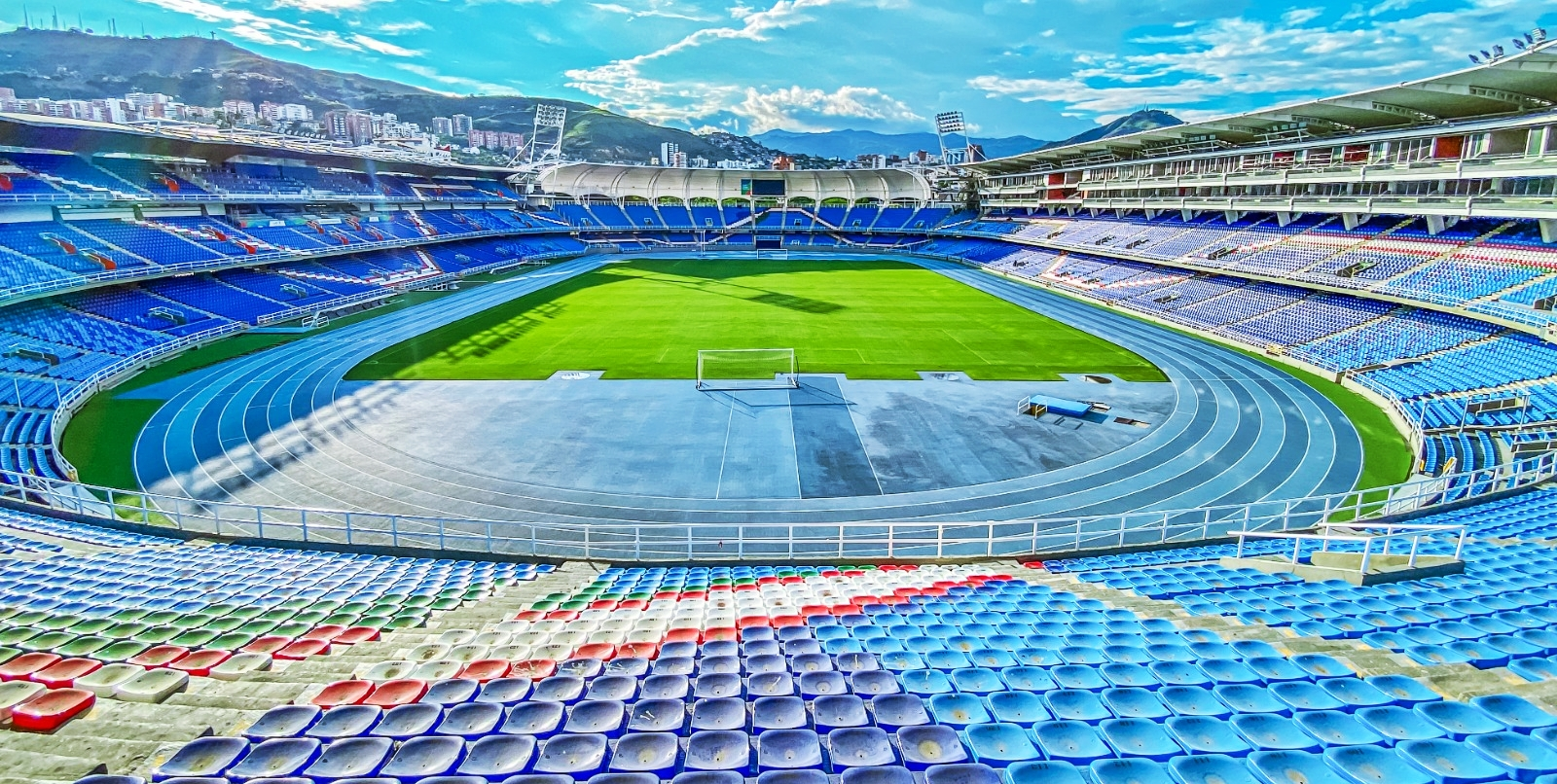
Estadio Pascual Guerrero - sede de competición
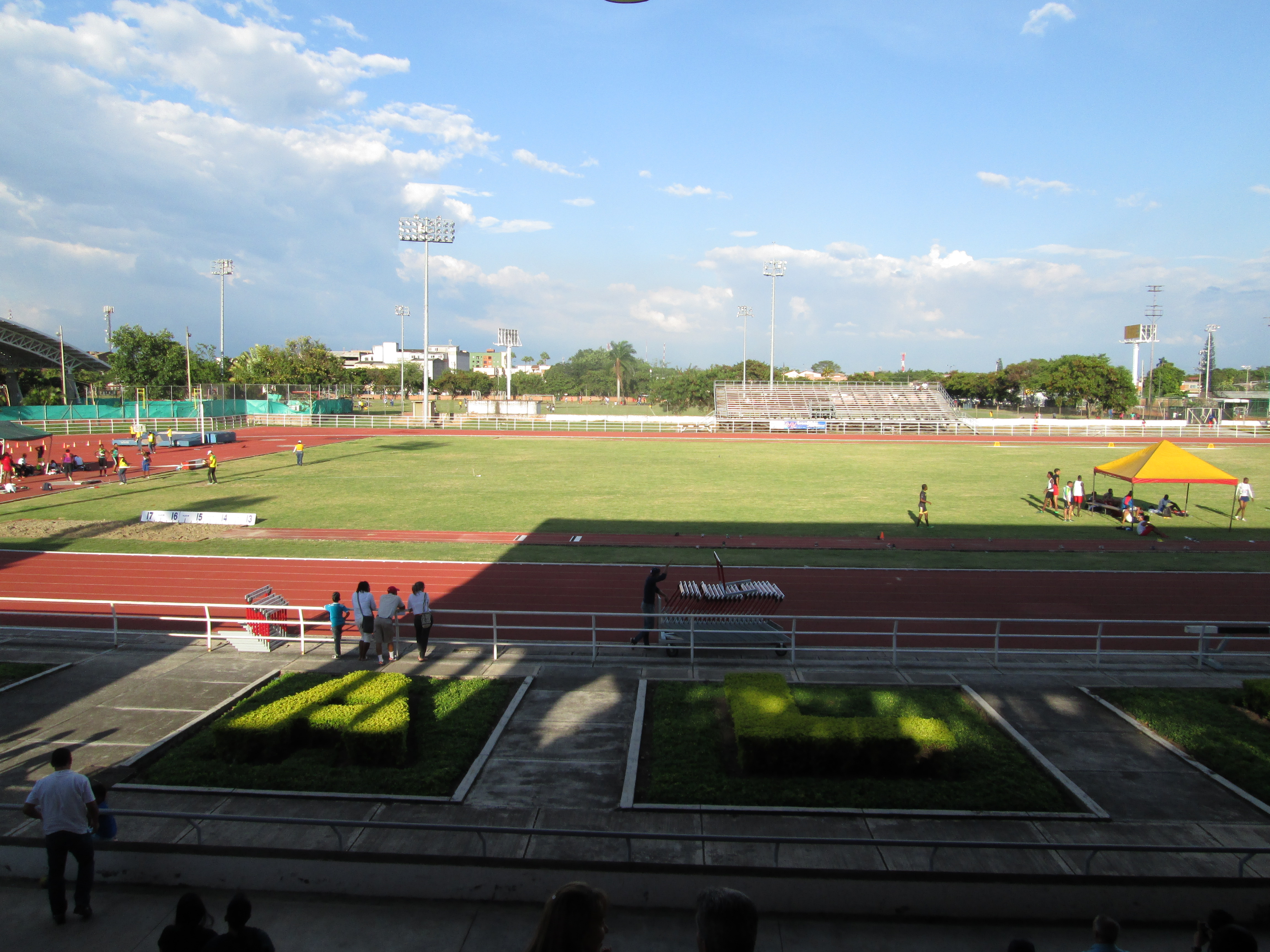
Estadio Pedro Grajales - sede de entrenamiento

## Participación
La siguiente es una lista de naciones participantes con el número de atletas clasificados entre paréntesis. Un total de 1533 atletas en representación de 145 naciones participaron.
| - Alemania (87) - Anguila (1) - Antigua y Barbuda (1) - Arabia Saudita (6) - Argelia (12) - Argentina (4) - Armenia (2) - Aruba (1) - Australia (55) - Austria (7) - Bahamas (11) - Baréin (10) - Bangladés (1) - Barbados (2) - Bélgica (14) - Belice (1) - Bolivia (1) - Botsuana (15) - Brasil (37) - Bulgaria (4) - Burkina Faso (3) - Burundi (1) - Camerún (3) - Canadá (32) - Chad (1) - Chile (3) - Chipre (7) - Colombia (33) - República del Congo (1) - Costa de Marfil (2) - Costa Rica (3) - Croacia (10) - Cuba (7) - Dinamarca (5) - Yibuti (2) - Dominica (1) - Ecuador (17) - Egipto (9) - El Salvador (1) - Eritrea (6) - Eslovaquia (13) - Eslovenia (14) - España (40) - Estados Unidos (92) - Estonia (10) - Etiopía (19) - Finlandia (26) - Francia (42) - Granada (3) - Grecia (24) | - Guam (1) - Guatemala (5) - Guinea (1) - Guinea Ecuatorial (1) - Guyana (4) - Hong Kong (1) - Honduras (1) - Hungría (21) - India (37) - Indonesia (1) - Irak (4) - Irán (5) - Irlanda (8) - Islandia (2) - Islas Caimán (2) - Islas Turcas y Caicos (1) - Islas Vírgenes Británicas (2) - Islas Vírgenes de los Estados Unidos (1) - Israel (5) - Italia (48) - Jamaica (43) - Japón (34) - Kazajistán (4) - Kenia (28) - Kirguistán (1) - Kuwait (5) - Lesoto (1) - Letonia (8) - Líbano (1) - Liberia (1) - Liechtenstein (1) - Lituania (7) - Luxemburgo (1) - Madagascar (1) - Malasia (4) - Maldivas (1) - Malta (1) - Marruecos (8) - México (21) - Moldavia (1) - Mónaco (1) - Mozambique (1) - Namibia (1) - Nepal (1) - Nicaragua (2) - Nigeria (26) - Noruega (23) - Nueva Zelanda (12) - Omán (2) | - Países Bajos (21) - Palestina (1) - Panamá (1) - Papúa Nueva Guinea (1) - Paraguay (2) - Perú (6) - Polonia (39) - Portugal (10) - Puerto Rico (9) - Catar (5) - Reino Unido (43) - República Checa (35) - República Dominicana (3) - Rumania (20) - Samoa Americana (1) - San Cristóbal y Nieves (5) - San Marino (1) - San Vicente y las Granadinas (5) - Santa Lucía (1) - Senegal (1) - Serbia (12) - Seychelles (1) - Sierra Leona (1) - Singapur (1) - Siria (1) - Sri Lanka (7) - Sudáfrica (48) - Sudán (1) - Sudán del Sur (1) - Suecia (20) - Suiza (38) - Tailandia (9) - China Taipéi (4) - Tayikistán (1) - Trinidad y Tobago (14) - Túnez (7) - Turquía (10) - Uganda (11) - Ucrania (15) - Uruguay (2) - Uzbekistán (9) - Venezuela (7) - Vietnam (1) - Yemen (1) - Zambia (4) - Zimbabue (3) |

## Resultados

### Masculino
| Evento                                       | Oro | Plata                                                                                                  | Bronce |
| -------------------------------------------- | --- | --- | --- |
| 100 m (2 de agosto)                          | Letsile Tebogo Botsuana 9.91 WU20R                                                                                     | Bouwahjgie Nkrumie Jamaica 10.02 NU20R                                                                 | Benjamin Richardson Sudáfrica 10.12                                                                                |
| 200 m (4 de agosto)                          | Blessing Afrifah Israel 19.96                                                                                          | Letsile Tebogo Botsuana 19.96                                                                          | Calab Law Australia 20.48                                                                                          |
| 400 m (4 de agosto)                          | Lythe Pillay Sudáfrica 45.28                                                                                           | Steven McElroy Estados Unidos 45.65                                                                    | Yusuf Ali Abbas Brunéi 45.80                                                                                       |
| 800 m (6 de agosto)                          | Ermias Girma Etiopía 1:47.36                                                                                           | Heithem Chenitef Argelia 1:47.61                                                                       | Ethan Hussey Reino Unido 1:47.65                                                                                   |
| 1500 m (3 de agosto)                         | Reynold Cheruiyot Kenia 3:35.83                                                                                        | Ermias Girma Etiopía 3:37.24                                                                           | Daniel Kimaiyo Kenia 3:37.43                                                                                       |
| 3000 m (5 de agosto)                         | Melkeneh Azize Etiopía 7:44.06                                                                                         | Felix Korir Kenia 7:47.86                                                                              | Edwin Kisalsak Kenia 7:49.82                                                                                       |
| 5000 m (1 de agosto)                         | Addisu Yihune Etiopía 14:03.05                                                                                         | Merhawi Mebrahtu Eritrea 14:03.33                                                                      | Habtom Samuel Eritrea 14:03.67                                                                                     |
| 3000 m obstáculos (6 de agosto)              | Samuel Duguna Etiopía 8:37.92                                                                                          | Samuel Firewu Etiopía 8:39.11                                                                          | Salaheddine Ben Yazide Marruecos 8:40.62                                                                           |
| 110 m vallas, 99 cm (3 de agosto)            | Antonie Andrews Bahamas 13.23 =WU20L                                                                                   | Malik Mixon Estados Unidos 13.27                                                                       | Matthew Sophia · Países Bajos · 13.34 NU20R                                                                        |
| 400 m vallas (5 de agosto)                   | İsmail Nezir Turquía 48.84 NU20R                                                                                       | Matic Ian Guček Eslovenia 48.91 NU20R                                                                  | Roshawn Clarke Jamaica 49.62                                                                                       |
| Salto de altura (5 de agosto)                | Brandon Pottinger Jamaica 2.14                                                                                         | Brian Raats Sudáfrica 2.10 Bozhidar Sarâboyukov Bulgaria 2.10                                          | |
| Salto con pértiga (4 de agosto)              | Anthony Ammirati Francia 5.75 =WU20L                                                                                   | Juho Alasaari · Finlandia · 5.60 =NU20R                                                                | Michał Gawenda · Polonia · 5.45                                                                                    |
| Salto de longitud (2 de agosto)              | Erwan Konaté Francia 8.08 WU20L                                                                                        | Alejandro Parada · Cuba · 7.91                                                                         | Gabriel Luiz Boza · Brasil · 7.90 =                                                                                |
| Triple salto (5 de agosto)                   | Jaydon Hibbert Jamaica 17.27                                                                                           | Selva Thirumaran India 16.15                                                                           | Viktor Morozov Estonia 16.13                                                                                       |
| Lanzamiento de peso, 6 kg (2 de agosto)      | Tarik O'Hagan Estados Unidos 20.73                                                                                     | Kobe Lawrence Jamaica 20.58                                                                            | Tizian Lauria · Alemania · 20.55                                                                                   |
| Lanzamiento de disco, 1.750 kg (6 de agosto) | Marius Karges · Alemania · 65.55                                                                                       | Miká Sosna · Alemania · 63.88                                                                          | Mykhailo Brudin · Ucrania · 63.30                                                                                  |
| Lanzamiento de martillo, 6 kg (4 de agosto)  | Ioannis Korakidis · Grecia · 79.11 WU20L                                                                               | Max Lampinen · Finlandia · 76.33                                                                       | Iosif Kesidis Chipre 76.32                                                                                         |
| Lanzamiento de jabalina (5 de agosto)        | Artur Felfner · Ucrania · 79.36                                                                                        | Max Dehning · Alemania · 77.24                                                                         | Keyshawn Strachan Bahamas 72.95                                                                                    |
| Decatlón sub-20 (1-2 de agosto)              | Gabriel Emmanuel · Países Bajos · 7860 p. WU20L                                                                        | Jacob Thelander · Suecia · 7770 p.                                                                     | Elliot Duvert · Suecia · 7622 p.                                                                                   |
| 10000 m Marcha (5 de agosto)                 | Mazlum Demir Turquía 42:36.02                                                                                          | Ismail Benhammouda Argelia 42:42.49                                                                    | Hayrettin Yıldız Turquía 43:07.95                                                                                  |
| 4×100 m (5 de agosto)                        | Japón Kowa Ikeshita Hiroto Fujiwara Shunki Tateno Hiroki Yanagita 39.35                                                | Jamaica Bouwahjgie Nkrumie Bryan Levell Mark-Anthony Daley Adrian Kerr David Lynch 39.35               | Estados Unidos Laurenz Colbert Michael Gizzi Brandon Miller Johnny Brackins David Foster Charlie Bartholomew 39.57 |
| 4×400 m (6 de agosto)                        | Estados Unidos Steven McElroy Ashton Schwartzman Kody Blackwood Charlie Bartholomew Grant Williams Will Sumner 3:04.47 | Jamaica Shemar Palmer Malachi Johnson Shaemar Uter Jasauna Dennis Derrick Grant Delano Kennedy 3:05.72 | Canadá · Christopher Morales-Williams · Ben Tilson · Daniel Kidd · Riley Flemington · Tyler Floyd · 3:06.50 NU20R  |

### Femenino
| Evento                                       | Oro | Plata | Bronce                                                                                |
| -------------------------------------------- | --- | --- | ------------------------------------------------------------------------------------- |
| 100 m (3 de agosto)                          | Tina Clayton Jamaica 10.95                                                                                                | Serena Cole Jamaica 11.14                                                                                       | Shawnti Jackson · Estados Unidos · 11.15 · N'Ketia Seedo · Países Bajos · 11.15 NU20R |
| 200 m (5 de agosto)                          | Brianna Lyston Jamaica 22.65                                                                                              | Jayla Jamison Estados Unidos 22.77                                                                              | Alana Reíd Jamaica 22.95                                                              |
| 400 m (4 de agosto)                          | Yemi Mary John Reino Unido 51.50                                                                                          | Damaris Mutunga Kenia 51.71 NU20R                                                                               | Rupal India 51.85                                                                     |
| 800 m (3 de agosto)                          | Roisin Willis Estados Unidos 1:59.13                                                                                      | Audrey Werro · Suiza · 1:59.53 NU20R                                                                            | Juliette Whittaker Estados Unidos 2:00.18                                             |
| 1500 m (6 de agosto)                         | Birke Haylom Etiopía 4:04.27                                                                                              | Brenda Chebet Kenia 4:04.64                                                                                     | Purity Chepkirui Kenia 4:04.64                                                        |
| 3000 m (1 de agosto)                         | Betty Chelangat Kenia 9:01.03                                                                                             | Tsiyon Abebe Etiopía 9:03.85                                                                                    | Nancy Cherop Kenia 9:05.98                                                            |
| 5000 m (6 de agosto)                         | Medina Eisa Etiopía 15:29.71                                                                                              | Melknat Wudu Etiopía 15:30.06                                                                                   | Prisca Chesang Uganda 15:31.17                                                        |
| 3000 m obstáculos (4 de agosto)              | Faith Cherotich Kenia 9:16.14                                                                                             | Sembo Almayewa Etiopía 9:30.41                                                                                  | Meseret Yeshaneh Etiopía 9:42.02                                                      |
| 100 m vallas, 99 cm (6 de agosto)            | Kerrica Hill Jamaica 12.77                                                                                                | Alexis James Jamaica 12.87                                                                                      | Anna Tóth · Hungría · 13.00 NU20R                                                     |
| 400 m vallas (4 de agosto)                   | Akala Garrett Estados Unidos 56.16                                                                                        | Hanna Karlsson · Suecia · 56.71                                                                                 | Michaela Rose Estados Unidos 56.86                                                    |
| Salto de altura (6 de agosto)                | Karmen Bruus Estonia 1.95                                                                                                 | Britt Weerman · Países Bajos · 1.93 NU20R                                                                       | Angelina Topić Serbia 1.93                                                            |
| Salto con pértiga (3 de agosto)              | Hana Moll Estados Unidos 4.35                                                                                             | Chiara Sistermann · Alemania · 4.30                                                                             | Janne Sophie · Alemania · 4.30                                                        |
| Salto de longitud (5 de agosto)              | Plamena Mitcova Bulgaria 6.66                                                                                             | Natalia Liñares · Colombia · 6.59                                                                               | Marta Amouhin Amani · Italia · 6.52                                                   |
| Triple salto (6 de agosto)                   | Sharifa Davronova Uzbekistán 14.04 WU20L                                                                                  | Sohane Aucagos Francia 13.38                                                                                    | Tiana Boras Australia 13.30                                                           |
| Lanzamiento de peso, 6 kg (2 de agosto)      | Miné de Klerk Sudáfrica 17.17                                                                                             | Pınar Akyol Turquía 16.84                                                                                       | Zuzanna Maślana · Polonia · 16.06                                                     |
| Lanzamiento de disco, 0.750 kg (3 de agosto) | Emma Sralla · Suecia · 56.15                                                                                              | Despoina Areti Filippidou · Grecia · 54.48                                                                      | Miné de Klerk Sudáfrica 53.54 NU20R                                                   |
| Lanzamiento de martillo, 6 kg (5 de agosto)  | Rachele Morí · Italia · 67.21                                                                                             | Paola Bueno Calvillo · México · 62.74                                                                           | Raika MUrakami Japón 61.45                                                            |
| Lanzamiento de jabalina (2 de agosto)        | Adriana Vilagoš Serbia 63.52                                                                                              | Valentina Barrios · Colombia · 57.84 NU20R                                                                      | Manuela Rotundo · Uruguay · 55.11                                                     |
| Heptatlón sub-20 (3-4 de agosto)             | Saga Vanninen · Finlandia · 6084 p.                                                                                       | Serina Riedel · Alemania · 5874 p.                                                                              | Sandrina Sprengel · Alemania · 5845 p.                                                |
| 10000 m Marcha (5 de agosto)                 | Karla Ximena Serrano · México · 46:24.35                                                                                  | Ai Oyama Japón 46:24.44                                                                                         | Ayane Yanai Japón 46:43.07                                                            |
| 4×100 m (5 de agosto)                        | Jamaica Serena Cole Tina Clayton Kerrica Hilo Alexis James Tia Clayton 42.59 WU20R                                        | Estados Unidos Jayla Jamison Lily Jones Autumn Wilson Iyana Gray Shawnti Jackson Alyssa Colbert 43.28 NU20R     | Colombia · Maria Murillo · Marlet Ospino · Melany Bolaño · Laura Martínez · 42.59     |
| 4×400 m (6 de agosto)                        | Estados Unidos Mekenze Kelley Shawnti Jackson Madison Whittier Akala Garret Zaya Akins Roisin Willis Kennedy Wade 3:28.06 | Jamaica Dejanea Oakley Oneika Brissett Abigail Campbell Oneika Mc Annuff Rickianna Russell Alliah Baker 3:31.59 | Reino Unido Yemi Mary John Poppy Malik Jessica Astill Ophelia Pye Etty Sisson 3:31.86 |

### Mixto
| Evento                  | Oro                                                                                            | Plata                                                                      | Bronce                                                                       |
| ----------------------- | ---------------------------------------------------------------------------------------------- | -------------------------------------------------------------------------- | ---------------------------------------------------------------------------- |
| 4 × 400 m (2 de agosto) | Estados Unidos Charlie Bartholomew Madison Whyte Will Sumner Kennedy Wade Kaylyn Brown 3:17.69 | India Barath Sridhar Priya Habbathanahalli Mohan Kapil Rupal 3:17.76 AU20R | Jamaica Jasauna Dennis Abigail Campbell Malachi Johnson Alliah Baker 3:19.98 |

## Medallero
| Núm. | País           | Oro | Plata | Bronce | Total |
| ---- | -------------- | --- | ----- | ------ | ----- |
| 1    | Estados Unidos | 7   | 4     | 4      | 15    |
| 2    | Jamaica        | 6   | 7     | 3      | 16    |
| 3    | Etiopía        | 6   | 5     | 1      | 12    |
| 4    | Kenia          | 3   | 3     | 4      | 10    |
| 5    | Sudáfrica      | 2   | 1     | 2      | 5     |
| 6    | Turquía        | 2   | 1     | 1      | 4     |
| 7    | Francia        | 2   | 1     | 0      | 3     |
| 8    | Alemania       | 1   | 4     | 3      | 8     |
| 9    | Suecia         | 1   | 2     | 1      | 4     |
| 10   | Finlandia      | 1   | 2     | 0      | 3     |
| 11   | Japón          | 1   | 1     | 2      | 4     |
| 11   | Países Bajos   | 1   | 1     | 2      | 4     |
| 13   | Botsuana       | 1   | 1     | 0      | 2     |
| 13   | Bulgaria       | 1   | 1     | 0      | 2     |
| 13   | Grecia         | 1   | 1     | 0      | 2     |
| 13   | México         | 1   | 1     | 0      | 2     |
| 17   | Reino Unido    | 1   | 0     | 2      | 3     |
| 18   | Bahamas        | 1   | 0     | 1      | 2     |
| 18   | Estonia        | 1   | 0     | 1      | 2     |
| 18   | Italia         | 1   | 0     | 1      | 2     |
| 18   | Serbia         | 1   | 0     | 1      | 2     |
| 18   | Ucrania        | 1   | 0     | 1      | 2     |
| 23   | Israel         | 1   | 0     | 0      | 1     |
| 23   | Uzbekistán     | 1   | 0     | 0      | 1     |
| 25   | Colombia       | 0   | 2     | 1      | 3     |
| 25   | India          | 0   | 2     | 1      | 3     |
| 27   | Argelia        | 0   | 2     | 0      | 2     |
| 28   | Eritrea        | 0   | 1     | 1      | 2     |
| 29   | Cuba           | 0   | 1     | 0      | 1     |
| 29   | Eslovenia      | 0   | 1     | 0      | 1     |
| 29   | Suiza          | 0   | 1     | 0      | 1     |
| 32   | Australia      | 0   | 0     | 2      | 2     |
| 32   | Polonia        | 0   | 0     | 2      | 2     |
| 34   | Brasil         | 0   | 0     | 1      | 1     |
| 34   | Bahamas        | 0   | 0     | 1      | 1     |
| 34   | Canadá         | 0   | 0     | 1      | 1     |
| 34   | Chipre         | 0   | 0     | 1      | 1     |
| 34   | Hungría        | 0   | 0     | 1      | 1     |
| 34   | Marruecos      | 0   | 0     | 1      | 1     |
| 34   | Uganda         | 0   | 0     | 1      | 1     |
| 34   | Uruguay        | 0   | 0     | 1      | 1     |